# Artéria facial transversa
A artéria facial transversa é uma artéria da cabeça.